# Carlo Leopoldo Calcagnini
Carlo Leopoldo Calcagnini (Ravena, 19 de fevereiro de 1679 - Roma, 27 de agosto de 1746) foi um cardeal do século XVIII

## Biografia
Nasceu em Ravena em 19 de fevereiro de 1679. De família patrícia de Ferrara. Quinto dos sete filhos do conde palatino Francesco Maria Calcagnini, segundo marquês de Formigine, e Violante degli Albizzi. Cinco dos irmãos eram Ercole, Giovanni Battista, Mario, Rinaldo e Vittoria. Ele também está listado como Carolus Calcagninus; e seu sobrenome como Calcagnino. Bisneto por parte de mãe, do Cardeal Francesco Albizzi (1654). Parente do Cardeal Guido Calcagnini (1776).
Estudos iniciais em direito, cânones e história eclesiástica em Roma; em seguida, estudou na Universidade de Cesena, onde obteve o doutorado em direito.
Tornou-se membro da Ordem Soberana de Malta, ingressou no estado eclesiástico e foi para Roma estudar Direito. Nomeado auditor da legação de Avinhão em 1701. Entrou na prelatura romana em 14 de dezembro de 1719 como referendário dos Tribunais da Assinatura Apostólica da Justiça e da Graça. Eleitor do Tribunal da Assinatura Apostólica de Justiça. Advogado consistorial em Roma desde 1720. Embaixador ad interimde Ferrara em Roma desde 1722. Auditor da Sagrada Rota Romana de Ferrara, 13 de outubro de 1721; tornou-se seu reitor em 1734. Consultor da SC dos Ritos, 1733. Examinador apostólico dos bispos, 1734. Consultor do Santo Ofício, 1737. Foi um renomado jurisconsulto e deixou dez volumes de manuscritos com suas resoluções judiciais, bem como vários publicados funciona; ele foi o maior especialista em questões de testamentos e sucessões de seu tempo. Arcada da Colonia Romana com o nome de "Liso Paterniano".
Criado cardeal sacerdote no consistório de 9 de setembro de 1743; recebeu o chapéu vermelho em 12 de setembro de 1743; e o título de S. Maria in Aracoeli, 23 de setembro de 1743.
Morreu em Roma em 27 de agosto de 1746. Exposto na igreja de S. Andrea delle Fratte, Roma, onde ocorreu a capella papalis em 29 de agosto de 1746, na presença do Papa Bento XIV; e enterrado naquela mesma igreja. Seu sobrinho, Teófilo Calcagnini, mandou erigir em sua memória um magnífico monumento, do lado direito da porta principal daquela igreja